# Cyclosorus hokouensis
Cyclosorus hokouensis är en kärrbräkenväxtart som beskrevs av Ren-Chang Ching. Cyclosorus hokouensis ingår i släktet Cyclosorus och familjen Thelypteridaceae. Inga underarter finns listade.